# زنار
زنار (به یونانی: ζωνάριον) ریسمانی است به ستبری انگشت از ابریشم که آن را بر کمر بندند و این غیر از کستی است. زنار کمربندی بود که ذمیان نصرانی در مشرق زمین به امر مسلمانان مجبور بوده‌اند داشته‌باشند تا بدین وسیله از مسلمانان متمایز گردند، چنانکه یهودیان مجبور بوده‌اند عسلی (وصله ٔ عسلی رنگ ) بر روی لباس خود بدوزند. در زبان عربی به‌طور عمومی به هر رشته‌ای زنار گفته می‌شود.